# Лоринчик
Лоринчик (слч. Lorinčík) је градска четврт Кошица, у округу Кошице II, у Кошичком крају, Словачка Република.

## Становништво
Према подацима о броју становника из 2011. године градско насеље је имало 468 становника.